# Список умерших в 1090 году

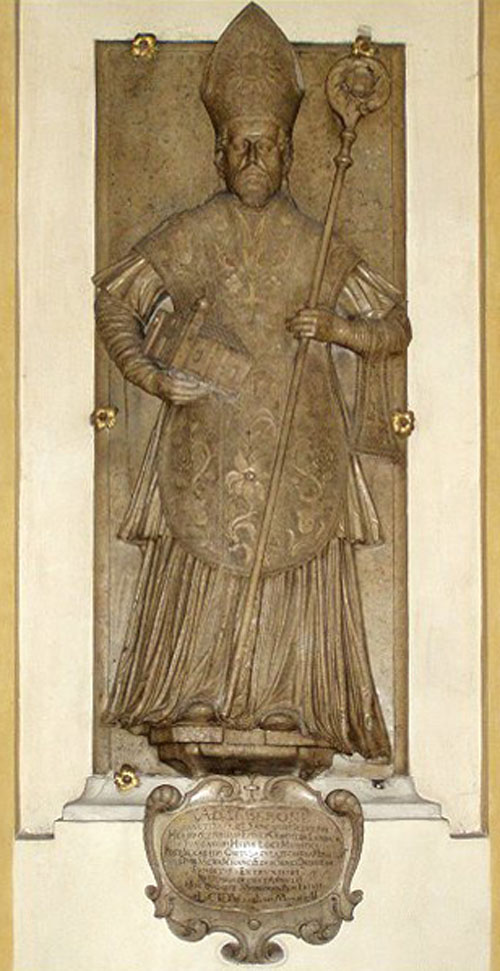
Адальберон Вюрцбургский

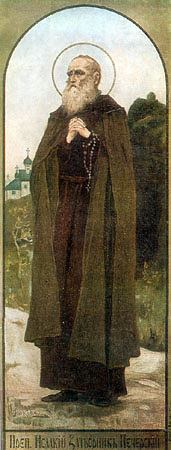
Исаакий Печерский

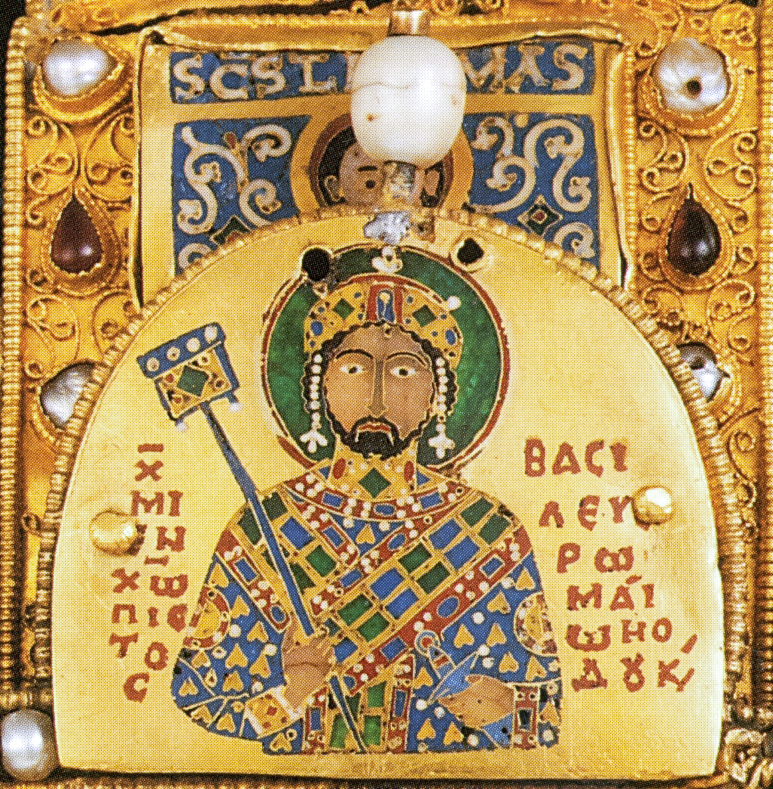
Михаил VII Дука

В этой статье представлен список известных людей, умерших в 1090 году.
См. также: Категория:Умершие в 1090 году

## Март
- 1 марта — Амат из Монте-Кассино — итальянский хронист, монах-бенедиктинец и безместный епископ из монастыря Монте-Кассино.
- 13 марта — Пьер Беранже де Нарбонн — епископ Родеза (1053—1079), архиепископ и виконт Нарбонна (1079—1085/1086).
- 22 марта — Гарсия — король Галисии (1065—1071, 1072—1073), король Португалии (1071; впервые использовал этот титул)

## Апрель
- 1 апреля — Гюнтер I фон Веттин[нем.] — епископ Наумбурга (1079—1090)
- 16 апреля — Сишельгаита — герцогиня-консорт Апулии, Калабрии и Сицилии (1058/1059—1085), жена герцога Роберта Гвискара

## Май
- 12 мая — Луитпольд — герцог Каринтии (1076—1090).
- 15 мая — Исаия — епископ Ростовский и Суздальский (ок. 1077—1090), святой.
- 18 мая — Бертольд I Рейфельденский — герцог Швабии (1079—1090), граф Рейнфельдена (1080—1090).
- Аделаида Рейнфельденская — королева-консорт Венгрии (1077—1090), жена короля Ласло I Святого.

## Июнь
- 26 июня — Яромир — епископ Праги (1067—1090).

## Июль
- 3 июля — Экберт II Младший — маркграф Мейсена (1068—1076, 1076—1089), маркграф Фрисландии (1068—1086), граф Брауншвейга (1068—1089), последний представитель дома Брунонов по мужской линии. Убит.

## Август
- 13 августа — Констанция Нормандская — герцогиня-консорт Бретани (1086—1090), жена герцога Бретани Алена IV.

## Сентябрь
- 19 сентября — Лукия Лорранская — святая принцесса шотландская.

## Октябрь
- 6 октября — Адальберон[нем.] — епископ Вюрцбурга (1045—1085), святой Римско-католической церкви[1].

## Дата неизвестна или требует уточнения
- Адемар II — виконт Лиможа (с 1048).
- Гийом Жюмьежский — нормандский хронист, монах-бенедиктинец из Жюмьежского аббатства Святого Петра.
- Го Си — китайский художник.
- Исаакий Печерский — преподобный, затворник Киево-Печерский, первый известный на Руси юродивый
- Джованни Минуццо — католический церковный деятель, папский легат.
- Михаил VII Дука — византийский император (1071—1078)
- Мухаммад ас-Сарахси — исламский богослов, правовед ханафитского мазхаба.
- Ричард Фиц-Гилберт — нормандский аристократ, участник нормандского завоевания Англии, соратник Вильгельма Завоевателя, родоначальник английского дворянского дома де Клер.
- Сантюль V Молодой — виконт Беарна (1058—1090)
- Снорри Торфиннссон — сын путешественника Торфинна Карлсефни и его супруги Гудрид Торбьярнардоттир, считается первым ребёнком европейского происхождения, родившимся в Америке, за исключением Гренландии.
- Феофания Музалон — жена Олега Святославича (?— 1090)
- Феофил Плачливый — преподобный инок Киево-Печерского монастыря.
- Юсуф аль-Лакзи — знаток хадисов и придворный историограф правителей Дербента (Баб аль-абваб) из династии Аглабидов, шафиит.